# Люба Руменова
Люба (Любица) Георгиева Руменова, по баща Кюпева, е българска учителка и общественичка от Македония, деятелка на Македонското женско благотворително дружество и Вътрешната македоно-одринска революционна организация.

## Биография
Родена е в 1878 година в град Велес, тогава в Османската империя, в семейството на Георги Кюпев, състоятелен български производител на сапун. Със стипендия на Българска екзархия учи в Прага, след което е изпратена в Солунската българска девическа гимназия. В 1895 година завършва гимназията с V випуск.
Започва работа като българска учителка в Скопие. Включва се в революционното движение. През октомври 1901 година турската власт, въз основа на полицейски рапорт, изпраща искане до българската митрополия тя да бъде уволнена от учителската длъжност, както и Тодор Паскалев, Христо Нейков и Никола Янишлиев, по политически съображения. Върху Люба Кюпова падат големи подозрения, защото тя „ходила от къща на къща“ и служила „като преносчица на тайни работи и идеи“, но доказателства не успяват да се съберат.
В Скопие в 1903 година заедно с Амалия Примджанова, Славка Чакърова-Пушкарова и Янка Каневчева е член на революционна женска група. Те участват в редактирането на вестник „Свобода или смърт“, а след като всички революционни работници мъже стават нелегални, поддържат изцяло работата на революционния комитет - водят кореспонденцията, изпращат снаряжение и прочее. В 1905/1906 година Кюпева преподава и в Солунската българска девическа гимназия.
Жени се за д-р Владимир Руменов и заживява в София. Синът им Иван Руменов, роден в 1914 година в Стара Загора, също става лекар.
Заедно с Донка Каранджулова, Олга Радева, Сава Бабаджанова, Вълка Н. Стоянова, Виктория Възвъзова, Фроса Мушмова, Вангелия Александрова, Анастасия Тодева и други е сред председателките и членки на настоятелството на Македонското женско благотворително дружество в София и на сиропиталище „Битоля“.
Умира в 1953 година.